# Le Maniaque à la mitraillette
Pour les articles homonymes, voir Le Maniaque.
Pour plus de détails, voir Fiche technique et Distribution.
Le Maniaque à la mitraillette (Mad Dog Coll) est un film américain réalisé par Burt Balaban, sorti en 1961.

## Synopsis
La vie de Vincent Coll Curran, dit « Mad Dog », né en 1908 dans le comté de Donegal en Irlande....

## Fiche technique
- Titre français : Le Maniaque à la mitraillette[1]
- Titre original : Mad Dog Coll
- Réalisation : Burt Balaban
- Scénario : Edward Schreiber et Leo Lieberman
- Photographie : Gayne Rescher
- Musique : Stu Phillips
- Pays d'origine : États-Unis
- Format : Noir et blanc - 1,85:1 - Mono
- Genre : Biopic, drame et film de gangsters
- Date de sortie : 
  - États-Unis : 12 mai 1961
  - France : octobre 1961

## Distribution
Sauf indication contraire, les informations mentionnées dans cette section peuvent être confirmées par la base de données cinématographiques IMDb,  présente dans la section « Liens externes ».
- John Davis Chandler : Vincent Mad Dog Coll
- Kay Doubleday : Clio
- Brooke Hayward (en) : Elizabeth
- Neil Burstyn : Rocco
- Jerry Orbach : Joe Clegg
- Vincent Gardenia : Dutch Schultz
- Telly Savalas : Lieutenant Darro
- Leonardo Cimino : Wickles
- James Greene
- Gene Hackman : Flic (non crédité)